# Frauen, die man oft nicht grüßt
Frauen, die man oft nicht grüßt ist ein deutsches Stummfilmmelodram aus dem Jahre 1925 von Friedrich Zelnik mit Lya Mara in der Hauptrolle.

## Handlung
Tänzerin Nina, ein ebenso lebenslustiges, flirtfreudiges und einfaches Mädchen aus dem Volke, ist durch eine Eheschließung „gesellschaftsfähig“ geworden. Als sie einen zudringlichen Mann in Notwehr tötet, ist es eben diese Gesellschaft, die die junge Frau wieder ins Abseits drängt und zu einer, wie der Filmtitel verheißt, „Frau, die man oft nicht grüßt“, macht. Daran ändert auch nicht die Tatsache, dass Nina im anschließenden Tötungsprozess freigesprochen wird. Sie gilt solange als Paria, bis eines Tages ein Freund von ihr auf die famose Idee kommt, das Gerücht zu streuen, Nina sei durch eine Erbschaft zur Millionärin geworden. Plötzlich beginnt das heuchlerische und verlogene Umfeld wieder um sie und ihre Aufmerksamkeit zu buhlen.

## Produktionsnotizen
Frauen, die man oft nicht grüßt passierte die Filmzensur am 15. August 1925 und wurde am 11. September desselben Jahres in Berlins Alhambra-Kino uraufgeführt. In Wien lief der Film am 5. November 1926 an. Die Länge des mit Jugendverbot belegten Siebenakters betrug 2342 Meter.
Die Filmbauten entwarfen Otto Erdmann und Hans Sohnle.

## Kritiken
Wiens Die Stunde befand: „Dieser Stoff ergibt einen wirksamen Film, in dessen Hauptrolle Lya Mara ihre große schauspielerische Begabung erweist.“
Die Villacher Zeitung resümierte: „Prächtige Aufmachung und erstklassiges Spiel zeichnen diesen Film besonders aus.“
In der Salzburger Chronik war zu lesen: „Lya Mara spielt diese Rolle mit gewohnter Künstlerschaft und läßt es ganz wahrscheinlich erscheinen, dass sie nach schweren Kämpfen doch das eheliche Glück findet. Schöne Ausstattung und packende Szenen sind hervorzuheben.“
Österreichs Arbeiterwille hingegen spottete: „Welch ein Apparat um den bekannten Beweis zu erbringen, daß „unanständige“ Mädchen anständiger sind als „anständige“ Frauen! Tränen rinnen, Champagner fließt, Kinder kommen auf die Welt, Männer sind halb so und halb anders; Frauen sind halb anders, halb so; und zu welchem Ende? Daß sich zwei abbusseln, die es ebensogut unterlassen könnten.“